# Martin O'Neill
Martin Hugh Michael O'Neill, OBE, född den 1 mars 1952 i Kilrea, är en nordirländsk före detta professionell fotbollsspelare och sedermera -tränare. Mellan 1971 och 1984 spelade O'Neill 64 matcher för det nordirländska landslaget, där han även var lagkapten. Han har varit förbundskapten för det irländska herrlandslaget. 
O'Neill spelade 285 av sina totalt 428 ligamatcher för Nottingham Forest 1971–1981. Han avslutade sin spelarkarriär 1985.
Som klubbtränare har han bland annat varit aktiv i Leicester City och Celtic. Som tränare för Celtic vann O'Neill bland annat skotska ligan tre gånger och skotska cupen tre gånger. Mellan 2006 och 2010 var han tränare för Aston Villa, han sade dock upp sig med omedelbar verkan den 9 augusti 2010. Därefter var han tränare för Sunderland.
I början av 2019 anställdes O'Neill som manager för Nottingham Forest. Den 28 juni 2019 avskedades han av klubben.

## Meriter

### Som spelare
Distillery
- Irish Cup: 1970–71

Nottingham Forest
- Football League First Division: 1977–78
- Engelska Ligacupen: 1977–78, 1978–79
- FA Charity Shield: 1978
- Europacupen: 1978–79, 1979–80
- Europeiska Supercupen: 1979
- Anglo-Scottish Cup: 1977

Nordirland
- Brittiska mästerskapet: 1980, 1984

### Som tränare
Wycombe Wanderers
- Football Conference: 1992–93
- FA Trophy: 1990–91, 1992–93

Leicester City
- Engelska Ligacupen: 1996–97, 1999–2000

Celtic
- Scottish Premier League: 2000–01, 2001–02, 2003–04
- Scottish Cup: 2000–01, 2003–04, 2004–05
- Scottish League Cup: 2000–01